# 尧渡镇
尧渡镇，是中华人民共和国安徽省池州市东至县下辖的一个乡镇级行政单位。

## 行政区划
尧渡镇下辖以下地区：
团结社区、尧舜社区、秋浦社区、梅林社区、尧河社区、老街社区、兰溪社区、河西社区、黄泥村、樟树村、梅山村、东山村、孝义村、梅城村、徐村、尚合村、高岭村、西村、良田村、枫树村、乃滩村、东村、查桥村、毛田村、管山村、禾丰村、兰城村、永丰村、汪街村、大庄村、永胜村、长岭村、董冲村、汪村、建东村、大碑村、龙岗村和双西湖村。